# 88 de Precepte
88 de Precepte reprezintă un eseu sau manifest redactat de către David Lane, membru al organizației suprematiste The Order. Scris în timp ce Lane își executa pedeapsa de 190 de ani, 88 de Precepte este un tratat asupra legii naturale, religiei și politicii din punctul de vedere al lui David Lane în care se prezintă modalități pentru securizarea, protejarea, conservarea și stabilirea teritoriilor imperative albe în America de Nord și Europa de Est, se distribuie propagandă, face apel la instaurarea unui „Nachtwachterstaat” și reprezintă o extindere a celor 14 Cuvinte de Lane. 88 de Precepte sunt în general considerate drept „fundamentele vieții suprematismului alb” și sunt utilizate de către grupurile suprematiste, respectiv de cei care militează în favoarea naționalismului alb și separatismului precum Alt Right.
Numărul „88” este de asemenea utilizat de către neonaziști pentru a reprezenta „Heil Hitler”, H fiind cea de-a opta literă a alfabetului în timp ce Lane, persoana care a inventat 14-88 a menționat ca acesta face parte din Pyramid Prophecy și este o bază pentru religia sa wotanistă.